# Stirling, South Australia
Stirling är en ort i Australien. Den ligger i kommunen Adelaide Hills och delstaten South Australia, omkring 16 kilometer sydost om delstatshuvudstaden Adelaide.
Runt Stirling är det ganska tätbefolkat, med 56 invånare per kvadratkilometer.. Närmaste större samhälle är Adelaide, omkring 16 kilometer nordväst om Stirling. 
I omgivningarna runt Stirling växer i huvudsak blandskog. Genomsnittlig årsnederbörd är 729 millimeter. Den regnigaste månaden är juni, med i genomsnitt 133 mm nederbörd, och den torraste är december, med 21 mm nederbörd.